# سيراس ويكفيلد
سيراس ويكفيلد (بالإنجليزية: Cyrus Wakefield)‏ هو شخصية أعمال أمريكي، ولد في 7 فبراير 1811، وتوفي في 26 أكتوبر 1873.